# Lista de plantas melíferas da Europa

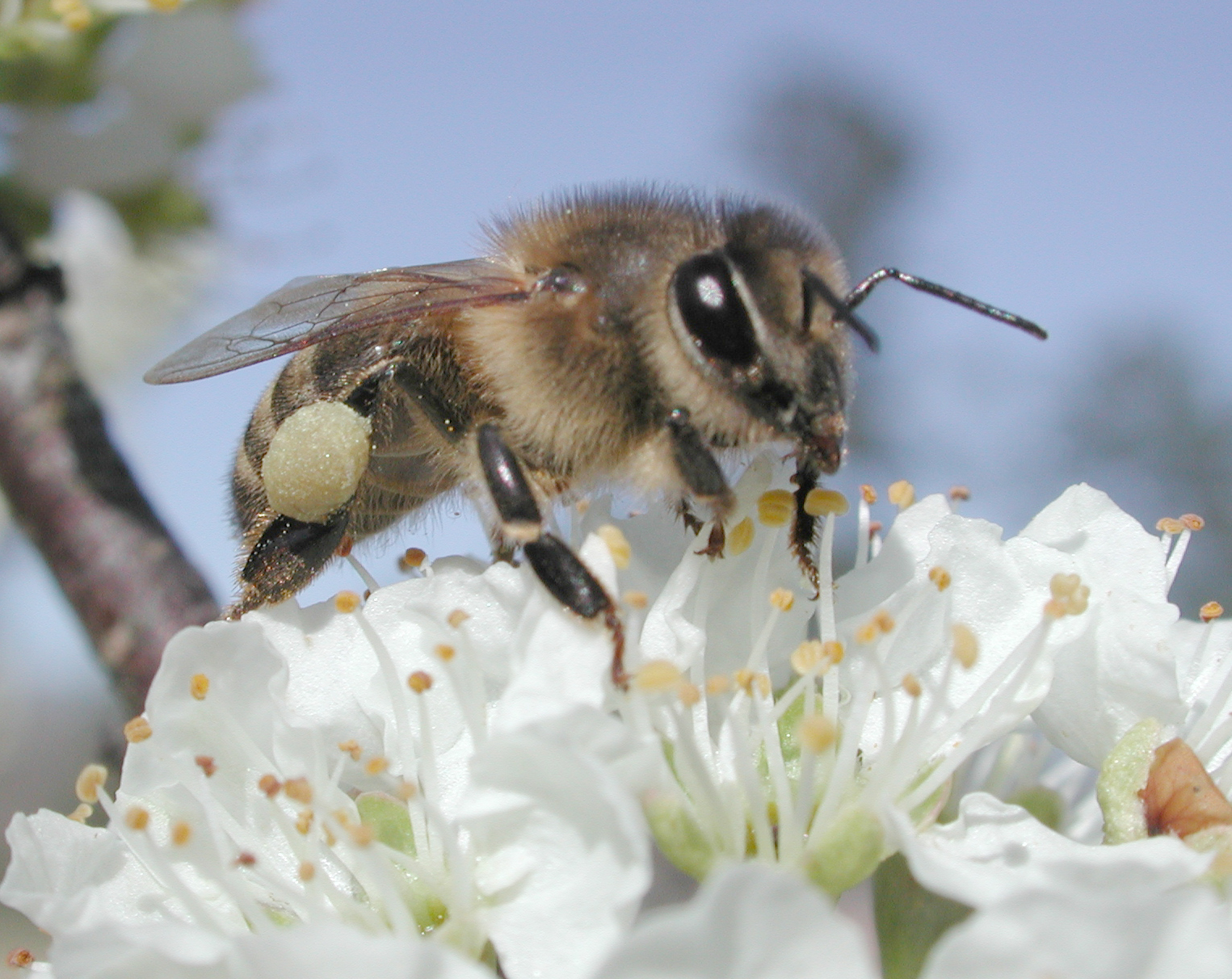
Abelha numa ameixeira

As plantas melíferas são aquelas cujos produtos são explorados pela abelhas. O néctar é o principal ingrediente do mel, mas o pólen, a melada e a própolis também são utilizados pelas abelhas e apicultores. Para a planta, pode ser um mecanismo importante para a sua reprodução sexuada, pois o polinizador distribui seu pólen. Poucas plantas com flores se autopolinizam; algumas podem fornecer seu próprio pólen (autoférteis), mas requerem um polinizador para mover o pólen; outras dependem da polinização cruzada de uma fonte geneticamente diferente de pólen viável, por meio da atividade de polinizadores. Um dos possíveis polinizadores que auxiliam na polinização cruzada são as abelhas.

## Os produtos recolhidos
- O néctar é uma substância aquosa secretada pelos vegetais através de glândulas especializadas, fonte de água e carboidratos para as as abelhas e transformado pelas suas enzimas digestivas em mel.
- O pólen é um conjunto de minúsculos grãos produzidos pelas flores, que são os elementos reprodutores masculinos, onde se encontram os gâmetas que vão fecundar os óvulos, que posteriormente irão se transformar em sementes. Após chegar à colónia com uma nova carga de pólen, a abelha descarrega seu pólen da cesta de pólen localizada em suas patas traseiras. As abelhas operárias da colónia misturam o pólen seco com néctar e/ou mel com suas enzimas e levedura natural do ar. As operárias então compactam o pólen, armazenando cada variedade em uma célula hexagonal de cera individual (favo de mel), normalmente localizada dentro do ninho de criação das abelhas. Isso cria uma mistura de pólen fermentado que os apicultores chamam de "pão de abelha". O pólen seco é uma fonte de alimento para as abelhas, podendo conter de 16 a 30% de proteína, de 1 a 10% de gordura, de 1 a 7% de amido, muitas vitaminas, alguns micronutrientes e possivelmente um pouco de açúcar.
- A melada  é uma substância espessa rica em açúcares, segregada geralmente por fungos, afídios e outros insectos, geralmente da ordem dos Hemiptera, enquanto se alimentam de seiva de plantas. A melada é recolhida pelas abelhas melíferas, especialmente em florestas de coníferas, que produzem, por este meio, um mel escuro, de sabor forte, designado de "mel de melada".

- A própolis é uma substância resinosa obtida pelas abelhas através da colheita de resinas da flora e alteradas pela ação das enzimas contidas em sua saliva. A cor, sabor e o aroma da própolis variam de acordo com sua origem botânica.

## Quadro das espécies melíferas
| 0 de 3 estrelas. | Produção inexistente ou inutilizável |
| 1 de 3 estrelas. | Baixa produção                       |
| 2 de 3 estrelas. | Produção média                       |
| 3 de 3 estrelas. | Produção boa a excelente             |

| Abeto-branco                                                             | Abies alba                                     | 0 de 3 estrelas.   | 3 de 3 estrelas.   | 1 de 3 estrelas.   | 0 de 3 estrelas. |                                                                                         |
| Acer menor                                                               | Acer campestre                                 | 3 de 3 estrelas.   | 2 de 3 estrelas.   | 2 de 3 estrelas.   | 0 de 3 estrelas. |                                                                                         |
| Bordo da Noruega                                                         | Acer platanoides                               |                    |                    |                    |                  |                                                                                         |
| Bordo ou Ácer                                                            | Acer pseudoplatanus                            | 3 de 3 estrelas.   |                    | 2 de 3 estrelas.   | 0 de 3 estrelas. |                                                                                         |
| Castanheiro-da-índia                                                     | Aesculus hippocastanum                         | 1 de 3 estrelas.   | 0 de 3 estrelas.   | 2 de 3 estrelas.   | 0 de 3 estrelas. |                                                                                         |
| Medronheiro                                                              | Arbutus unedo                                  | 2 de 3 estrelas.   | 0 de 3 estrelas.   | 0 de 3 estrelas.   | 0 de 3 estrelas. |                                                                                         |
| Bétula                                                                   | Betula                                         | 0 de 3 estrelas.   | 0 de 3 estrelas.   | 2 de 3 estrelas.   |                  |                                                                                         |
| Castanheiro                                                              | Castanea sativa                                | 2 de 3 estrelas.   | 2 de 3 estrelas.   | 2 de 3 estrelas.   | 0 de 3 estrelas. |                                                                                         |
| Amieiro                                                                  | Alnus glutinosa                                | 0 de 3 estrelas.   |                    | 2 de 3 estrelas.   |                  |                                                                                         |
| Espanta-lobos                                                            | Ailanthus altissima                            | 1 de 3 estrelas.   | 0 de 3 estrelas.   |                    | 0 de 3 estrelas. | Espécie invasora                                                                        |
| Cebola                                                                   | Allium cepa                                    | 1 de 3 estrelas.   | 0 de 3 estrelas.   | 2 de 3 estrelas.   | 0 de 3 estrelas. |                                                                                         |
| Alho-selvagem                                                            | Allium ursinum                                 | 2.5 de 3 estrelas. | 2.5 de 3 estrelas. |                    |                  |                                                                                         |
| Anémone                                                                  | Anemone coronaria                              |                    |                    |                    |                  |                                                                                         |
| Angélica-silvestre, angélica-dos-montes, erva-piolheira ou erva-sarneira | Angelica sylvestris                            |                    | 0 de 3 estrelas.   |                    | 0 de 3 estrelas. |                                                                                         |
| Arnica, Panaceia-das-quedas, Quina-dos-pobres, Tabaco-dos-saboianos      | Arnica montana                                 |                    | 0 de 3 estrelas.   |                    | 0 de 3 estrelas. |                                                                                         |
| Espargo                                                                  | Asparagus officinalis                          |                    |                    |                    |                  |                                                                                         |
| Abrótea-branca                                                           | Asphodelus albus                               | 1 de 3 estrelas.   | 0 de 3 estrelas.   | 0 de 3 estrelas.   | 0 de 3 estrelas. |                                                                                         |
| Aster                                                                    | Aster                                          | 2 de 3 estrelas.   | 0 de 3 estrelas.   | 1 de 3 estrelas.   |                  |                                                                                         |
| Balota, Erva-das-lamparinas, Erva-dos-pavios, Marroio-negro              | Ballota nigra                                  | 2 de 3 estrelas.   | 0 de 3 estrelas.   | 2 de 3 estrelas.   |                  |                                                                                         |
| Bérberis, Uva-espim, Espinheiro-vinhedo                                  | Berberis vulgaris                              |                    |                    |                    |                  |                                                                                         |
| Borragem                                                                 | Borago officinalis                             | 3 de 3 estrelas.   | 0 de 3 estrelas.   | 1.5 de 3 estrelas. |                  |                                                                                         |
| Colza                                                                    | Brassica napus var. napus                      | 2 de 3 estrelas.   | 0 de 3 estrelas.   | 2 de 3 estrelas.   | 0 de 3 estrelas. |                                                                                         |
| Couve                                                                    | Brassica oleracea                              |                    |                    |                    |                  |                                                                                         |
| Briónia-branca                                                           | Bryonia dioica                                 | 1 de 3 estrelas.   | 0 de 3 estrelas.   | 1 de 3 estrelas.   |                  |                                                                                         |
| Budleia, Flor-de-mel                                                     | Buddleja davidii                               | 1 de 3 estrelas.   | 0 de 3 estrelas.   | 0 de 3 estrelas.   |                  | Espécie invasora                                                                        |
| Buxo                                                                     | Buxus sempervirens                             | 2 de 3 estrelas.   | 0 de 3 estrelas.   | 1 de 3 estrelas.   | 0 de 3 estrelas. |                                                                                         |
| Calêndula, maravilhas, boas-noites, belas-noites                         | Calendula officinalis                          |                    |                    |                    |                  |                                                                                         |
| Urze,lLeiva, mongariça, queiró, queiroga, rapa, torga                    | Calluna vulgaris                               | 2 de 3 estrelas.   |                    | 1 de 3 estrelas.   | 0 de 3 estrelas. |                                                                                         |
| Campanula                                                                | Campanula                                      |                    |                    |                    |                  |                                                                                         |
| Árvore-das-trombetas                                                     | Catalpa bignonioides                           | 1 de 3 estrelas.   | 0 de 3 estrelas.   | 1 de 3 estrelas.   | 0 de 3 estrelas. |                                                                                         |
| Centáurea                                                                | Centaurea jacea                                | 2 de 3 estrelas.   | 0 de 3 estrelas.   | 1 de 3 estrelas.   | 0 de 3 estrelas. |                                                                                         |
| Árvore-de-Judas                                                          | Cercis siliquastrum                            | 2 de 3 estrelas.   | 0 de 3 estrelas.   | 1 de 3 estrelas.   |                  |                                                                                         |
| Almeirão, Chicória-amarga, Chicória-do-café                              | Cichorium intybus                              | 1 de 3 estrelas.   | 0 de 3 estrelas.   | 2 de 3 estrelas.   |                  |                                                                                         |
| Rosêlha, sargação                                                        | Cistus albidus, Cistus monspeliensis           | 0 de 3 estrelas.   | 0 de 3 estrelas.   | 2 de 3 estrelas.   | 0 de 3 estrelas. |                                                                                         |
| Clementinero                                                             | Citrus clementina                              | 3 de 3 estrelas.   | 2 de 3 estrelas.   | 1 de 3 estrelas.   | 0 de 3 estrelas. |                                                                                         |
| Clematite, Cipó-do-reino, Vide-branca, Vitalba                           | Clematis vitalba                               |                    |                    |                    |                  |                                                                                         |
| Coentros ou Coriandro                                                    | Coriandrum sativum                             | 3 de 3 estrelas.   | 0 de 3 estrelas.   | 0 de 3 estrelas.   | 0 de 3 estrelas. |                                                                                         |
| Aveleira                                                                 | Corylus avellana                               | 0 de 3 estrelas.   | 2 de 3 estrelas.   | 2 de 3 estrelas.   | 0 de 3 estrelas. |                                                                                         |
| Cotoneaster                                                              | Cotoneaster                                    | 3 de 3 estrelas.   | 0 de 3 estrelas.   | 1 de 3 estrelas.   |                  |                                                                                         |
| Escalheiro, pilriteiro, abronceiro...                                    | Crataegus monogyna                             | 2 de 3 estrelas.   | 0 de 3 estrelas.   | 3 de 3 estrelas.   | 0 de 3 estrelas. |                                                                                         |
| Abóbora-menina, Abóbora-grande, Girimu                                   | Cucurbita maxima                               |                    |                    |                    |                  |                                                                                         |
| Marmeleiro                                                               | Cydonia oblonga                                |                    |                    |                    |                  |                                                                                         |
| Cenoura                                                                  | Daucus carota                                  | 1 de 3 estrelas.   | 0 de 3 estrelas.   | 2 de 3 estrelas.   | 0 de 3 estrelas. |                                                                                         |
| Erva-mata-pulgas                                                         | Dorycnium pentaphyllum                         | 2 de 3 estrelas.   | 0 de 3 estrelas.   | 1 de 3 estrelas.   | 0 de 3 estrelas. |                                                                                         |
| Soagem, Viperina                                                         | Echium vulgare                                 | 3 de 3 estrelas.   | 0 de 3 estrelas.   | 1 de 3 estrelas.   | 0 de 3 estrelas. |                                                                                         |
| Epilóbio-eriçado                                                         | Epilobium hirsutum                             | 2 de 3 estrelas.   | 0 de 3 estrelas.   | 2 de 3 estrelas.   | 0 de 3 estrelas. |                                                                                         |
| Betouro, Queiroga, Quiróga, Torga, Urze                                  | Erica arborea                                  | 1 de 3 estrelas.   | 0 de 3 estrelas.   | 2 de 3 estrelas.   | 0 de 3 estrelas. |                                                                                         |
| Nespereira                                                               | Eriobotrya japonica                            | 0 de 3 estrelas.   | 0 de 3 estrelas.   | 2 de 3 estrelas.   | 0 de 3 estrelas. |                                                                                         |
| Cardo-corredor, Cardo-de-palma                                           | Eryngium campestre                             | 2 de 3 estrelas.   | 0 de 3 estrelas.   | 2 de 3 estrelas.   |                  |                                                                                         |
| Eucalipto                                                                | Eucalyptus melliodora                          | 3 de 3 estrelas.   | 0 de 3 estrelas.   | 1 de 3 estrelas.   | 0 de 3 estrelas. |                                                                                         |
| Canafrecha, Canavoura, Férula-vulgar                                     | Ferula communis                                | 3 de 3 estrelas.   | 0 de 3 estrelas.   | 1 de 3 estrelas.   | 0 de 3 estrelas. |                                                                                         |
| Sarraceno, Trigo-mourisco                                                | Fagopyrum esculentum                           | 2 de 3 estrelas.   | 0 de 3 estrelas.   | 1 de 3 estrelas.   | 0 de 3 estrelas. |                                                                                         |
| Amieiro-negro, Sangarinheiro, Sanguinheiro, Sanguinho, Zangarinho        | Frangula alnus                                 | 2 de 3 estrelas.   | 0 de 3 estrelas.   | 2 de 3 estrelas.   | 0 de 3 estrelas. |                                                                                         |
| Argençana, Argençana-dos-pastores, Genciana                              | Gentiana lutea                                 |                    | 0 de 3 estrelas.   |                    | 0 de 3 estrelas. |                                                                                         |
| Erva-de-São-João, Hera-terrestre, Malvela, Sanguina                      | Glechoma hederacea                             | 3 de 3 estrelas.   | 0 de 3 estrelas.   | 1 de 3 estrelas.   | 0 de 3 estrelas. |                                                                                         |
| Acacia americana                                                         | Gleditsia triacanthos                          | 3 de 3 estrelas.   | 0 de 3 estrelas.   | 0 de 3 estrelas.   |                  |                                                                                         |
| Hera                                                                     | Hedera helix                                   | 3 de 3 estrelas.   | 0 de 3 estrelas.   | 3 de 3 estrelas.   | 3 de 3 estrelas. |                                                                                         |
| Girassol                                                                 | Helianthus annuus                              | 2 de 3 estrelas.   | 0 de 3 estrelas.   | 3 de 3 estrelas.   | 0 de 3 estrelas. |                                                                                         |
| Canabraz, Esfondílio,Falso-acanto ·                                      | Heracleum sphondylium                          | 2 de 3 estrelas.   |                    | 2 de 3 estrelas.   |                  |                                                                                         |
| Jacinto-dos-campos                                                       | Hyacinthoides non-scripta                      |                    |                    |                    |                  |                                                                                         |
| Hipericão, Hipérico, Milfurada                                           | Hypericum perforatum                           | 0 de 3 estrelas.   | 0 de 3 estrelas.   | 2 de 3 estrelas.   | 0 de 3 estrelas. |                                                                                         |
| Azevinho                                                                 | Ilex aquifolium                                | 2 de 3 estrelas.   | 0 de 3 estrelas.   | 2 de 3 estrelas.   | 0 de 3 estrelas. |                                                                                         |
| Alfazema, Lavanda                                                        | Lavandula angustifolia                         | 3 de 3 estrelas.   | 0 de 3 estrelas.   | 1 de 3 estrelas.   | 0 de 3 estrelas. |                                                                                         |
| Rosmaninho                                                               | Lavandula stoechas                             | 3 de 3 estrelas.   |                    | 1 de 3 estrelas.   | 0 de 3 estrelas. |                                                                                         |
| Alfena, Ligustro, Santoninhas                                            | Ligustrum vulgare                              | 2 de 3 estrelas.   | 0 de 3 estrelas.   | 1 de 3 estrelas.   | 0 de 3 estrelas. |                                                                                         |
| Madressilva                                                              | Lonicera                                       | 2 de 3 estrelas.   | 0 de 3 estrelas.   | 0 de 3 estrelas.   |                  |                                                                                         |
| Erva-carapau, Salgueirinha, Salicária                                    | Lythrum salicaria                              | 3 de 3 estrelas.   | 0 de 3 estrelas.   | 2 de 3 estrelas.   | 0 de 3 estrelas. |                                                                                         |
| Macieira                                                                 | Malus sylvestris                               | 3 de 3 estrelas.   | 1 de 3 estrelas.   | 1 de 3 estrelas.   | 0 de 3 estrelas. |                                                                                         |
| Malva                                                                    | Malva sylvestris                               | 2 de 3 estrelas.   | 0 de 3 estrelas.   | 1 de 3 estrelas.   | 0 de 3 estrelas. |                                                                                         |
| Camomila, Mançanila, Margaça-das-boticas, Matricária                     | Matricaria recutita                            |                    |                    |                    |                  |                                                                                         |
| Luzerna ou Melga; Lupulina, Luzerna-brava ou Trevo-amarelo               | Medicago sativa, Medicago lupulina             | 3 de 3 estrelas.   | 0 de 3 estrelas.   | 1 de 3 estrelas.   | 0 de 3 estrelas. |                                                                                         |
| Meliloto-branco                                                          | Melilotus albus                                | 3 de 3 estrelas.   | 0 de 3 estrelas.   | 1 de 3 estrelas.   | 0 de 3 estrelas. |                                                                                         |
| Erva-cidreira, Melissa                                                   | Melissa officinalis                            |                    |                    |                    |                  |                                                                                         |
| Hortelã-pimenta                                                          | Mentha piperita                                |                    |                    |                    |                  |                                                                                         |
| Oregão, Manjerona-brava                                                  | Origanum vulgare                               | 2 de 3 estrelas.   | 0 de 3 estrelas.   | 1 de 3 estrelas.   | 0 de 3 estrelas. |                                                                                         |
| Papoila                                                                  | Papaver rhoeas                                 | 0 de 3 estrelas.   | 0 de 3 estrelas.   | 3 de 3 estrelas.   | 0 de 3 estrelas. |                                                                                         |
| Facélia-azul                                                             | Phacelia tanacetifolia                         | 3 de 3 estrelas.   | 0 de 3 estrelas.   | 2 de 3 estrelas.   | 0 de 3 estrelas. | Originária dos Estados Unidos da América, cultivada frequentemente como planta melífera |
| Sílindra                                                                 | Philadelphus                                   | 1 de 3 estrelas.   | 0 de 3 estrelas.   | 1 de 3 estrelas.   | 0 de 3 estrelas. | SE Europa, Itália, Áustria, Roménia e Cáucaso                                           |
| Abeto-falso, Espruce-europeu                                             | Picea abies                                    |                    |                    |                    |                  | N, C e E Europa                                                                         |
| Anis ou erva-doce                                                        | Pimpinella anisum                              |                    |                    |                    |                  |                                                                                         |
| Álamo-tremedor, Choupo-tremedor, Faia-preta                              | Populus tremula                                | 0 de 3 estrelas.   | 2 de 3 estrelas.   | 2 de 3 estrelas.   | 3 de 3 estrelas. |                                                                                         |
| Brunéla, Consolda-menor, Erva-férrea, Prunela                            | Prunella vulgaris                              | 3 de 3 estrelas.   | 0 de 3 estrelas.   | 3 de 3 estrelas.   | 0 de 3 estrelas. |                                                                                         |
| Damasqueiro                                                              | Prunus armeniaca                               | 1 de 3 estrelas.   | 1 de 3 estrelas.   | 3 de 3 estrelas.   | 0 de 3 estrelas. |                                                                                         |
| Cerdeira ou Cerejeira-brava, e a Ginjeira                                | Prunus avium, Prunus cerasus                   | 2 de 3 estrelas.   | 2 de 3 estrelas.   | 3 de 3 estrelas.   | 0 de 3 estrelas. |                                                                                         |
| Amendoeira                                                               | Prunus dulcis                                  | 3 de 3 estrelas.   | 0 de 3 estrelas.   | 2 de 3 estrelas.   | 0 de 3 estrelas. |                                                                                         |
| Pessegueiro                                                              | Prunus persica                                 | 0 de 3 estrelas.   | 0 de 3 estrelas.   | 2 de 3 estrelas.   | 0 de 3 estrelas. |                                                                                         |
| Abrunheiro                                                               | Prunus spinosa                                 | 2 de 3 estrelas.   | 0 de 3 estrelas.   | 2 de 3 estrelas.   | 0 de 3 estrelas. |                                                                                         |
| Espinheiro-ardente ou Sarsa-ardente                                      | Pyracantha                                     |                    | 0 de 3 estrelas.   | 2 de 3 estrelas.   |                  | Espécie invasora                                                                        |
| Pereira                                                                  | Pyrus pyraster                                 | 2 de 3 estrelas.   | 1 de 3 estrelas.   | 1 de 3 estrelas.   | 0 de 3 estrelas. |                                                                                         |
| Sobreiro ou Chaparro, Azinheira, Carrasco ou Carrasqueiro                | Quercus suber, Quercus ilex, Quercus coccifera | 0 de 3 estrelas.   | 2 de 3 estrelas.   | 0 de 3 estrelas.   | 0 de 3 estrelas. |                                                                                         |
| Roble ou Carvalho-alvarinho                                              | Quercus robur                                  |                    |                    |                    |                  |                                                                                         |
| Reseda-branca                                                            | Reseda alba                                    | 1 de 3 estrelas.   | 0 de 3 estrelas.   | 3 de 3 estrelas.   |                  | Originária da região Mediterrânica                                                      |
| Aderno-bastardo, Espinheiro-cerval                                       | Rhamnus alaternus                              | 0 de 3 estrelas.   |                    | 2 de 3 estrelas.   | 0 de 3 estrelas. |                                                                                         |
| Rododendro                                                               | Rhododendron                                   | 3 de 3 estrelas.   | 0 de 3 estrelas.   | 0 de 3 estrelas.   | 0 de 3 estrelas. |                                                                                         |
| Sumagre                                                                  | Rhus coriaria                                  | 3 de 3 estrelas.   | 0 de 3 estrelas.   | 0 de 3 estrelas.   |                  |                                                                                         |
| Groselheira                                                              | Ribes rubrum                                   | 1 de 3 estrelas.   | 0 de 3 estrelas.   | 2 de 3 estrelas.   | 0 de 3 estrelas. |                                                                                         |
| Robínia ou Falsa-acácia                                                  | Robinia pseudoacacia                           | 3 de 3 estrelas.   | 0 de 3 estrelas.   | 3 de 3 estrelas.   | 0 de 3 estrelas. |                                                                                         |
| Alecrim                                                                  | Rosmarinus officinalis                         | 3 de 3 estrelas.   | 0 de 3 estrelas.   | 1 de 3 estrelas.   | 0 de 3 estrelas. |                                                                                         |
| Silva                                                                    | Rubus fruticosus                               | 2 de 3 estrelas.   | 0 de 3 estrelas.   | 2 de 3 estrelas.   | 0 de 3 estrelas. |                                                                                         |
| Framboeseiro                                                             | Rubus idaeus                                   | 3 de 3 estrelas.   | 0 de 3 estrelas.   | 2 de 3 estrelas.   | 0 de 3 estrelas. |                                                                                         |
| Salgueiro e Salgueiro-branco                                             | Salix caprea e Salix alba                      | 2 de 3 estrelas.   | 0 de 3 estrelas.   | 3 de 3 estrelas.   | 0 de 3 estrelas. |                                                                                         |
| Salva                                                                    | Salvia                                         | 3 de 3 estrelas.   | 0 de 3 estrelas.   | 2 de 3 estrelas.   | 0 de 3 estrelas. |                                                                                         |
| egurelha-das-montanhas e segurelha                                       | Satureja montana, Satureja hortensis           | 0 de 3 estrelas.   | 0 de 3 estrelas.   | 2 de 3 estrelas.   | 0 de 3 estrelas. |                                                                                         |
| Cardo-de-Santa-Maria ou cardo-leiteiro                                   | Silybum marianum                               |                    | 0 de 3 estrelas.   |                    | 0 de 3 estrelas. |                                                                                         |
| Mostarda                                                                 | Sinapis alba                                   | 3 de 3 estrelas.   | 0 de 3 estrelas.   | 2 de 3 estrelas.   | 0 de 3 estrelas. |                                                                                         |
| Vara-de-ouro, verga-de-ouro, virgáurea                                   | Solidago virgaurea                             | 2 de 3 estrelas.   | 0 de 3 estrelas.   | 2 de 3 estrelas.   | 0 de 3 estrelas. |                                                                                         |
| Acácia-do-Japão                                                          | Styphnolobium japonicum                        | 3 de 3 estrelas.   | 0 de 3 estrelas.   | 1 de 3 estrelas.   | 0 de 3 estrelas. |                                                                                         |
| Cornogodinho, escancerejo, sorveira                                      | Sorbus aucuparia                               | 2 de 3 estrelas.   | 0 de 3 estrelas.   | 1 de 3 estrelas.   | 0 de 3 estrelas. |                                                                                         |
| Consolda-maior                                                           | Symphytum officinale                           |                    |                    |                    |                  |                                                                                         |
| Tanaceto, crisântemo-de-jardim, matricária ou amargosa                   | Tanacetum parthenium                           | 1 de 3 estrelas.   | 0 de 3 estrelas.   | 2 de 3 estrelas.   |                  |                                                                                         |
| Dente-de-leão                                                            | Taraxacum                                      | 3 de 3 estrelas.   | 0 de 3 estrelas.   | 3 de 3 estrelas.   | 0 de 3 estrelas. |                                                                                         |
| Tomilho                                                                  | Thymus vulgaris                                | 3 de 3 estrelas.   | 0 de 3 estrelas.   | 0 de 3 estrelas.   | 0 de 3 estrelas. |                                                                                         |
| Tilia de folha pequena e grande                                          | Tilia cordata, Tilia platyphyllos              | 3 de 3 estrelas.   | 2 de 3 estrelas.   | 2 de 3 estrelas.   | 0 de 3 estrelas. | O nectar de algumas espécies é tóxico                                                   |
| Trevo-vermelho                                                           | Trifolium incarnatum                           | 3 de 3 estrelas.   |                    | 1 de 3 estrelas.   | 0 de 3 estrelas. |                                                                                         |
| Trevo branco                                                             | Trifolium repens                               | 3 de 3 estrelas.   | 0 de 3 estrelas.   | 2 de 3 estrelas.   | 0 de 3 estrelas. |                                                                                         |
| Unha-de-asno ou unha-de-cavalo                                           | Tussilago farfara                              | 0 de 3 estrelas.   | 0 de 3 estrelas.   | 1 de 3 estrelas.   | 0 de 3 estrelas. | Grande parte Europa de Espanha para N e E até Cáucaso                                   |
| Leiva ou tojo                                                            | Ulex europaeus                                 | 2 de 3 estrelas.   |                    | 2 de 3 estrelas.   |                  |                                                                                         |
| Mirtilo ou arando                                                        | Vaccinium myrtillus                            |                    | 0 de 3 estrelas.   |                    | 0 de 3 estrelas. |                                                                                         |
| Barbasco, Trócolos-brancos,Vela-de-nossa-senhora,Verbasco                | Verbascum thapsus                              | 0 de 3 estrelas.   | 0 de 3 estrelas.   | 3 de 3 estrelas.   | 0 de 3 estrelas. |                                                                                         |
| Folhado, Milfolhado                                                      | Viburnum tinus                                 | 1 de 3 estrelas.   | 0 de 3 estrelas.   | 1 de 3 estrelas.   | 0 de 3 estrelas. |                                                                                         |
| Congonha, Congossa                                                       | Vinca minor                                    |                    |                    |                    |                  | S, W e C Europa; cultivada como ornamental                                              |
| Milho                                                                    | Zea mays                                       | 0 de 3 estrelas.   | 0 de 3 estrelas.   | 2 de 3 estrelas.   | 0 de 3 estrelas. |                                                                                         |